# Борушенко Павло Миколайович
Павло Боруше́нко (17 липня 1902, містечко Бариш, нині село, Бучацький район — 14 грудня 1980, м. Куритиба, Бразилія) — український громадський діяч, інженер. Батько Оксани Борушенко і Лариси Борушенко-Моро.

## Життєпис
Народився 17 липня 1902 року в містечку Бариш, нині село Бучацького району Тернопільської області, Україна (тоді Бучацький повіт Королівства Галичини та Володимирії, Австро-Угорщина) в у сім'ї селян Миколи Борушенка і Анни з Майковських.
Закінчив Львівську українську академічну гімназію (1924). Навчався у Львові в Українському таємному університеті, потім — у Політехніці.
Навесні 1944 виїхав у Німеччину (м. Регенсбург). 1949 емігрував до Бразилії. Упродовж 10 років працював будівничим інженером у штаті Парана, згодом — інженер Бразильського уряду. Член Хліборобсько-освітнього об'єднання, Товариства прихильників української культури. Виконував виміри для міст і гідроспоруд.
Член редакції газети «Хлібороб» і «Праця» (Бразилія), «Гомін України» (Канада), «Шлях Перемоги», в яких опублікував низку статей. Активіст Товариства прихильників української культури й інших організацій.
Член ОУН. Пропагував ідею створення українського патріархату.